# Fritz Wunderlich
Friedrich "Fritz" Karl Otto Wunderlich (Kusel, (Renània-Palatinat), 26 de setembre, 1930 - Heidelberg, 17 de setembre de 1966) va ser un tenor líric alemany, famós pel seu cant del repertori de Mozart i diversos lieder. Va morir en un accident als 35 anys.

## Biografia
La mare de Wunderlich era violinista i el seu pare era mestre de cor. Durant un breu temps, la família va mantenir la fonda "Emrichs Bräustübl" (Emrich's Brewing Cottage). El pare de Fritz va perdre la feina a causa de la pressió que li van imposar els nazis locals, a més de patir una greu lesió al camp de batalla. Es va suïcidar quan Fritz tenia cinc anys.
Fritz va dominar diversos instruments quan encara era escolar i quan va ingressar a la "Hochschule für Musik" Freiburg el 1950, el seu estudi principal va ser la trompa. Aleshores, la professora de cant Margarethe von Winterfeldt el va descobrir i entrenar la seva veu.
Wunderlich va ser assenyalat aviat com un jove tenor brillant, especialment en papers mozartians, però més tard va ampliar el seu abast a tota la gamma del repertori de tenor líric.
De tant en tant va cantar i gravar papers menors de Wagner, com ara el de timon a Der fliegende Holländer, Walther von der Vogelweide a Tannhäuser i el pastor a Tristan und Isolde. Va cantar i va gravar el paper del tenor italià a Der Rosenkavalier.

## Enregistraments
Rèquiem amb Herbert von Karajan dirigint l'Orquestra Filharmònica de Viena i Leontyne Price, Eberhhard Waechter, Hilde Rössel-Majdan, Walter Berry el 1960.
Va ser la moda durant la carrera de Wunderlich per a molts teatres alemanys representar òperes en l'idioma local més que en l'idioma original. Per tant, la majoria dels seus enregistraments del repertori operístic italià es canten en alemany, incloent-hi La traviata i El barber de Sevilla de Rossini. (Va cantar la seva gravació del Verdi Rèquiem en llatí clarament germànic.) Wunderlich va aconseguir la màxima distinció dins del repertori alemany. És d'especial importància l'enregistrament de 1964 de La flauta màgica de Mozart, dirigida per Karl Böhm, en què Wunderlich va fer una interpretació aclamada per la crítica com Tamino, davant les sopranos Evelyn Lear com Pamina i Roberta Peters com a Reina de la Nit i baríton Dietrich Fischer-Dieskau en el paper de Papageno. També hi ha una actuació en directe de La flauta màgica gravada l'any 1960 al Festival de Salzburg, i diversos enregistraments com Belmonte a Die Entführung aus dem Serail. També existeixen enregistraments d'òperes de Mozart menys conegudes com ara Zaide i La finta giardiniera
La veu cristal·lina de Wunderlich, la dicció exquisidament precisa i la interpretació intel·ligent però apassionada també el van portar a interpretacions impressionants dels Cicles de cançons de lieder de Schubert i Schumann amb el pianista Hubert Giesen, que també va ser el seu mentor artístic. El seu famós enregistrament de Dichterliebe de Schumann segueix sent un estàndard d'or d'aquest gènere. Des de llavors, molts tenors han emulat la interpretació de Wunderlich d'aquest cicle.
Un altre enregistrament notable que va deixar és [[Johann Sebastian Bach|J. Oratori de Nadal de S. Bach]], amb els cantants Gundula Janowitz, Christa Ludwig i Franz Crass, dirigit per Karl Richter. També és el tenor de l'enregistrament de Herbert von Karajan de la Missa Solemnis de Beethoven, amb Gundula Janowitz, Christa Ludwig i Walter Berry. Va gravar un àlbum de cançons sagrades anteriors a Bach, amb música de Schütz, Telemann, Buxtehude i altres compositors menys coneguts. Amb Christa Ludwig va gravar Das Lied von der Erde de Gustav Mahler amb la Philharmonia Orchestra amb Otto Klemperer.
En el moment de la seva mort, havia estat gravant La creació de Haydn, amb la Filharmònica de Berlín i la Associació de Cantants Vienesos amb Herbert von Karajan amb altres solistes Christa Ludwig, Gundula Janowitz, Walter Berry i Fischer-Dieskau. Wunderlich havia acabat d'enregistrar les seves àries, però Werner Krenn va ser contractat per gravar els recitatius. Sobreviuen diverses actuacions en directe gravades de Wunderlich cantant tota la part, sota Karajan.
Hi ha nombrosos àlbums d'antologia d'ell cantant àries d'òpera i opereta.
Els vídeos disponibles inclouen una actuació de llarga durada (en alemany) com el comte Almaviva a El barber de Sevilla (amb Hermann Prey, Erika Köth i Hans Hotter), i un recital d'àries operístiques.

## Mort

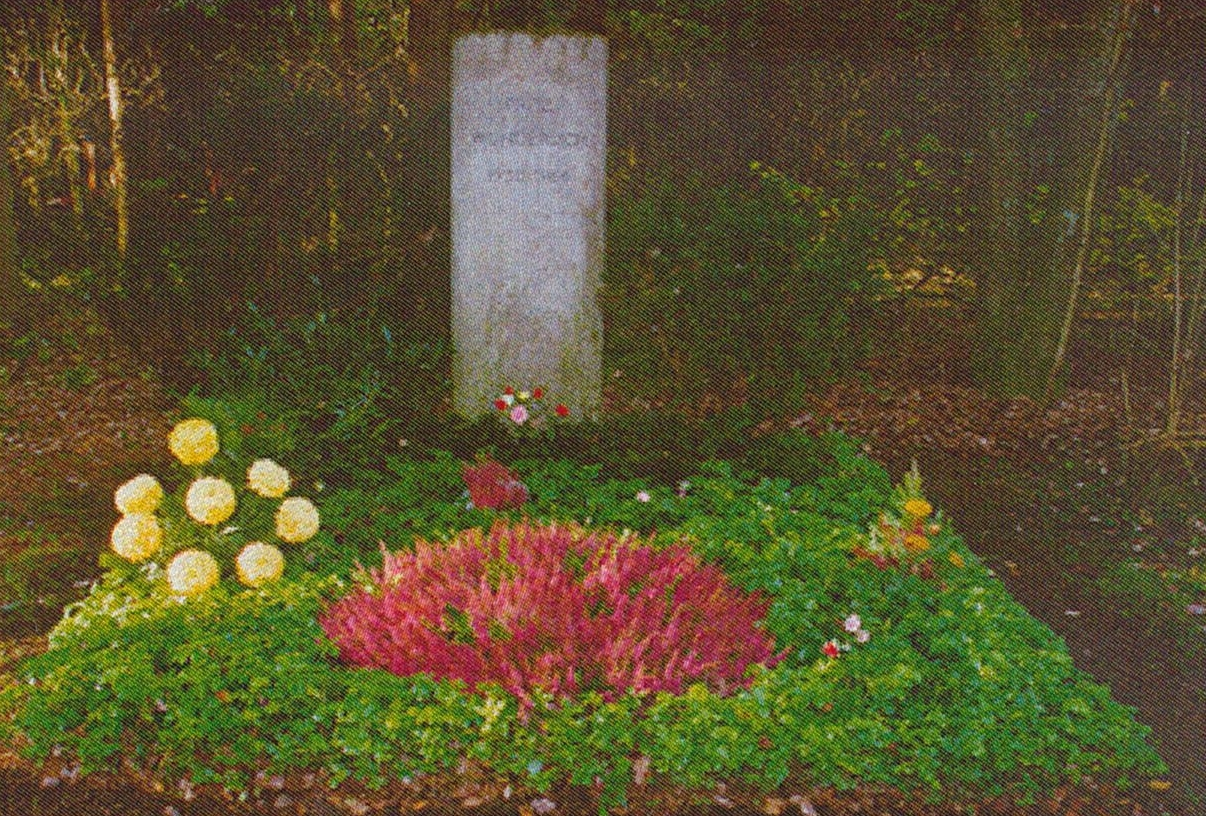
La tomba de Wunderlich a Múnic. 2017.

Wunderlich va cantar al Festival de Salzburg de 1966, però dues setmanes després la seva carrera es va veure truncada per un accident mentre estava de vacances de caça. Va caure d'una escala a la casa de camp d'un amic a Oberderdingen prop de Maulbronn a causa d'unes sabates poc lligades, es va fracturar el crani i va morir a la Clínica Universitària de Heidelberg pocs dies abans del seu 36è aniversari. Això va passar unes setmanes abans del seu debut previst a l'Òpera Metropolitana a Nova York com Don Ottavio a Don Giovanni de Mozart.
Wunderlich està enterrat al cementiri Waldfriedhof de Múnic.